# Fryer Point
Der Fryer Point ist die nördlichste Landspitze von Bristol Island im Archipel der Südlichen Sandwichinseln.
Wissenschaftler der britischen Discovery Investigations kartierten sie 1930 und benannten sie nach Lieutenant Commander D. H. Fryer von der Royal Navy, Kapitän des Vermessungsschiffs HMS Fitzroy.